# Приданцев, Сергей Владимирович
Приданцев Сергей Владимирович (род. 18 августа 1967, Москва) — российский управленец, президент ОАО «КОМСТАР-ОТС». Член Международной академии связи.

## Биография
Сергей Приданцев родился 18 августа 1967 года в Москве, в семье инженеров: мать окончила МАИ, отец — МИРЭА. В школьные годы вместе с родителями жил в Чехословакии (Прага).
В 1986—1989 годах проходил срочную службу в рядах Военно-морского флота. Награждён медалью Ушакова за личное мужество и отвагу.
Женат, имеет двоих детей — дочь и сына.

### Образование
В 1984 году поступил в Московский автомобильно-дорожный институт (МАДИ) на факультет робототехники, который с отличием окончил в 1993 году.
В 2000 году прошёл обучение по программе MBA Стэнфордского университета (США).
В 2005 году окончил с отличием Российскую академию государственной службы при Президенте РФ.
Имеет степень кандидата экономических наук, тема диссертации «Особенности экономической оценки инвестиций в развитие производства телекоммуникационной компании».

### Деятельность
С 1993 года возглавлял лабораторию транспортно-технологических роботов МАДИ. С 1994 по 1995 годы работал в операторе связи «Астелит». В январе 1995 года перешёл в Hewlett Packard, где по май 1997 года занимал должность технического консультанта. С 1997 года работал в компании Lucent Technologies, занимал пост первого заместителя генерального директора.
С 2002 года работал в ОАО «ЦентрТелеком», являясь советником генерального директора компании. C апреля 2003 года по январь 2006 года занимал должность заместителя генерального директора — коммерческого директора, а с января 2006 года по июнь 2007 года — являлся генеральным директором ОАО «ЦентрТелеком».
В июне 2007 года назначен на пост президента «КОМСТАР — Объединённые ТелеСистемы».
В рейтинге высших руководителей — 2010 газеты «Коммерсантъ» занял III место в номинации «Связь».
С мая 2011 года занимает пост советника генерального директора «ВЭБ Капитала» по инновациям и телекоммуникациям.